# R Doradus

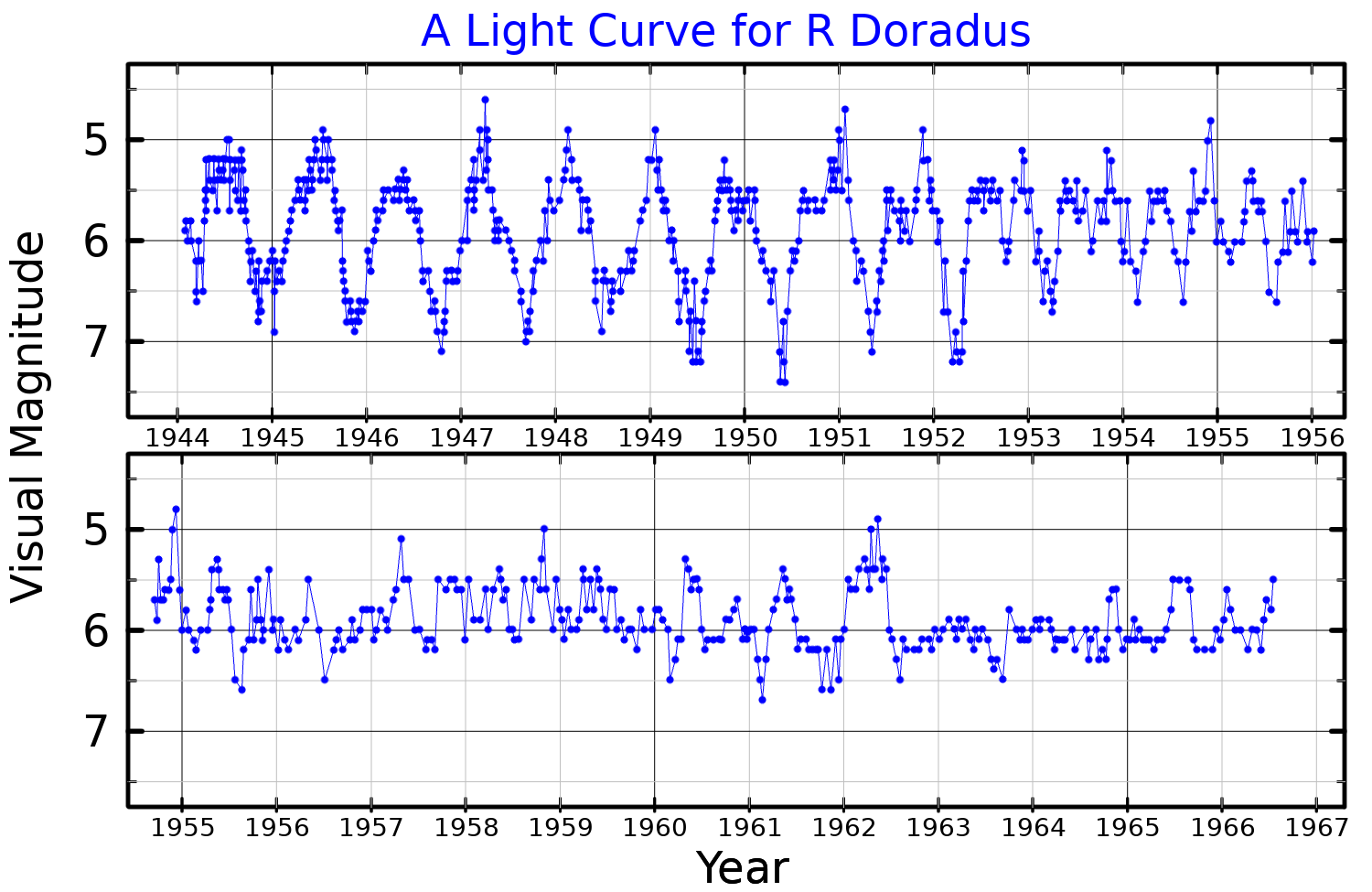
Lichtkromme van R Dor

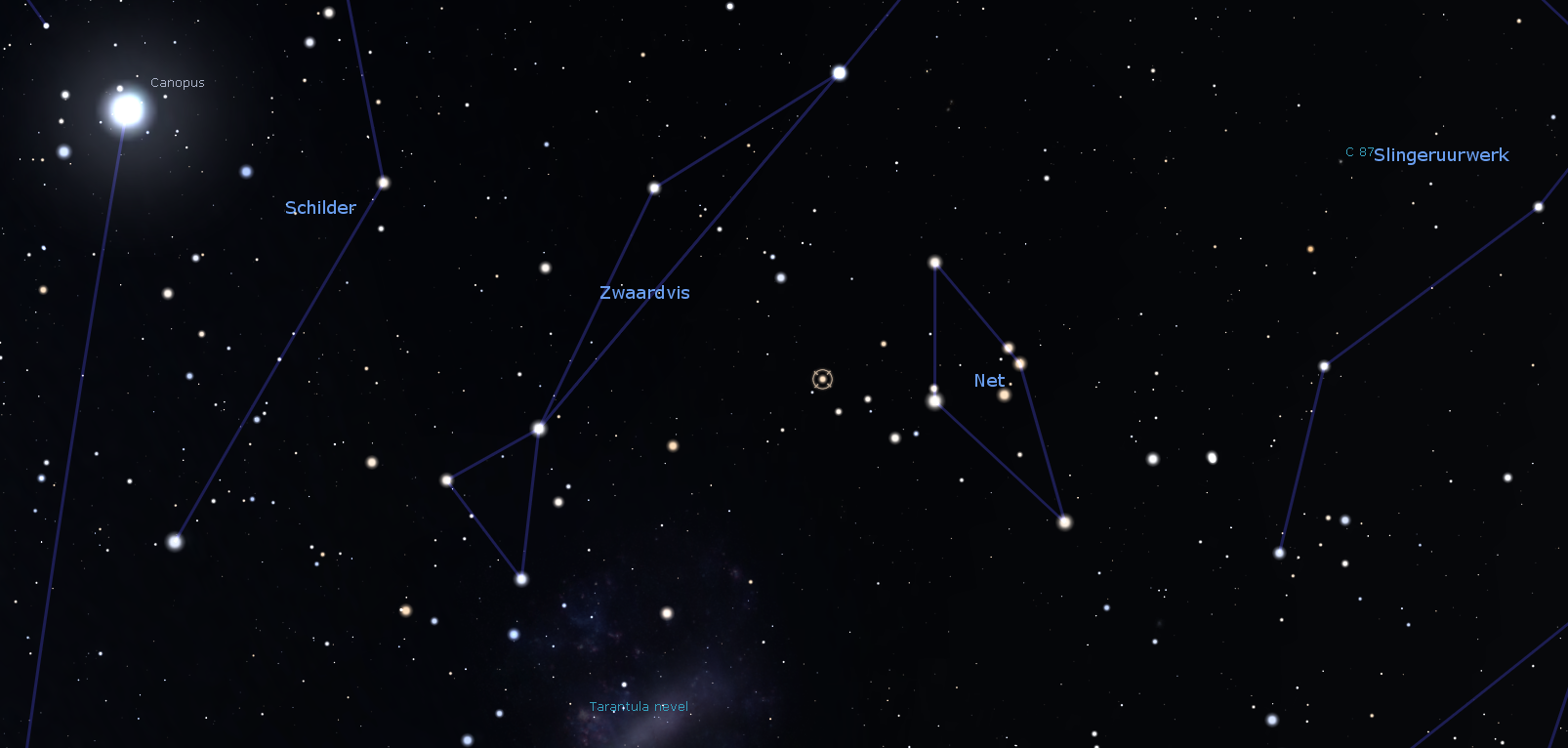
De omgeving van de ster R Doradus, gemaakt in Stellarium.

R Doradus (HD 29712 of P Doradus) is een Mira-variabele ster; een rode reus in het zuidelijke sterrenbeeld Goudvis (Zwaardvis of Dorado). Voor het oog lijkt R Doradus eerder te horen bij het sterrenbeeld Net (Reticulum).
R Doradus ligt op 178 ± 10 lichtjaar (54,6 ± 3,1 parsec) van de aarde. Met een schijnbare diameter van 0,057 ± 0,005 boogseconde is het, buiten de zon gerekend, de ster met de grootst bekende schijnbare diameter.
R Doradus heeft een diameter van 515 ± 70 miljoen km (3,46 AU), en is daarmee in diameter 370 ± 50 keer zo groot als de zon. Middenin het zonnestelsel zou deze ster de aarde omgeven en zelfs verder reiken dan Mars.
De zichtbare magnitude van R Doradus varieert tussen 4,8 and 6,6 - meestal is hij amper te zien met het blote oog. In het infrarood is het echter een van de helderste sterren aan de hemel. In het nabij infrarood (namelijk de J-band) heeft R Doradus een magnitude van −2,6; alleen Betelgeuze is helderder met −2,9.